# Hemisemidalis sinensis
Hemisemidalis sinensis är en insektsart som beskrevs av Liu 1995. Hemisemidalis sinensis ingår i släktet Hemisemidalis och familjen vaxsländor. Inga underarter finns listade i Catalogue of Life.